# Sieć rzeczna

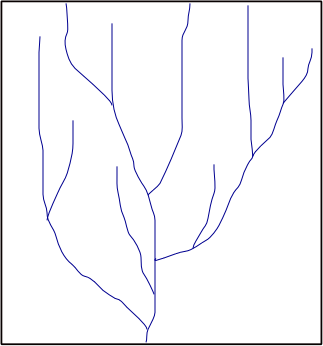
Przykładowa sieć wodna, układ równoległy, dendrytyczny

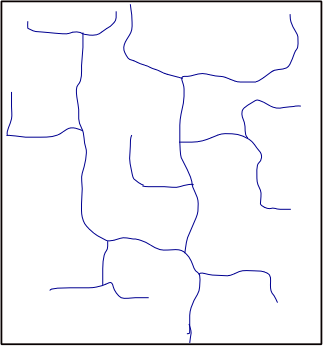
Sieć rzeczna prostokątna

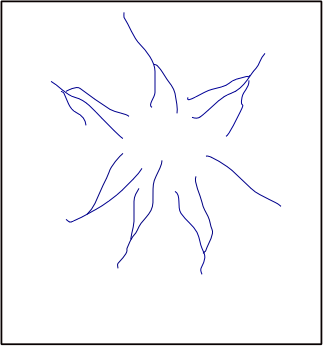
Sieć rzeczna promienista

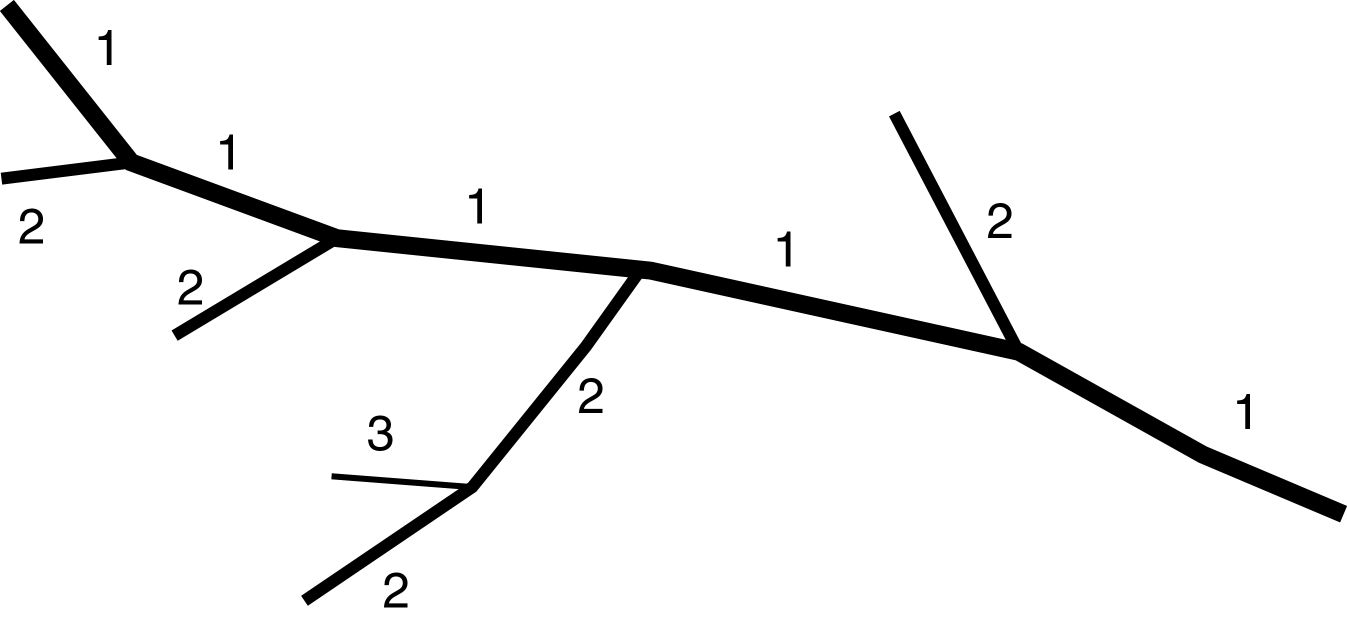
Przykład klasyfikacji rzędowości cieków

Sieć rzeczna (sieć hydrograficzna lub układ hydrograficzny) – ogół cieków na określonym terenie.
Analizując sieć rzeczną bada się jej gęstość, czyli stosunek sumy długości wszystkich cieków przypadających na jednostkę powierzchni, oraz jej układ. Układ sieci rzecznej wynika głównie z ukształtowania terenu.

## Klasyfikacja sieci rzecznej w nawiązaniu do układu sieci
W zależności od środowiska geograficznego, głównie od rzeźby terenu, budowy geologicznej, a także od stadium rozwoju sieci rzecznej, rozwinęły się różne układy tej sieci.
Układ pierzasty – powstaje w długich wąskich dolinach. Jest to jednocześnie sieć symetryczna. Występuje w Bieszczadach.
Układ asymetryczny – to taka sieć, w której lewa i prawa część dorzecza posiada różną powierzchnię i różną liczbę cieków. Symetria, bądź asymetria zależą od budowy geologicznej, rzeźby terenu, wielkości zasilania w wodę i od rozwoju sieci rzecznej. Np. asymetria dorzeczy Wisły i Odry (przewaga prawej części dorzecza) jest spowodowana rozwojem rzeźby polodowcowej i rozwojem sieci rzecznej w holocenie.
Układ widlasty – jest charakterystyczny dla jednostronnych zrębów o asymetrycznych stokach. Jest to więc sieć asymetryczna.
Układ kratowy – występuje:
- w górach o budowie rusztowej, gdzie rzeki wykorzystują w swym biegu na przemian subsekwentne odcinki dolin, równoległe do grzbietów oraz krótkie przełomowe odcinki między grzbietami (np. w Bieszczadach, w Górach Świętokrzyskich)
- w obrębie drumlinów
- na obszarze objętym zlodowaceniem w związku z wykorzystaniem przez rzeki odcinków pradolin, np. łamany bieg Warty i Odry.

Układ dendryczny – czyli drzewiasty posiada silnie rozwiniętą sieć rzeczną w górnym biegu w obrębie gór, a słabiej rozwiniętą w dolnym biegu w obrębie pogórzy lub kotlin. W górnym biegu jest to sieć cieków insekwentnych.
Układ równoległy – cieki spływają równolegle względem siebie, tworzy się na stożkach sandrowych i wybrzeżach morskich. Mają je rzeki odwadniające sandr kurpiowski oraz cieki na obszarze Żuław Wiślanych, gdzie pomiędzy Nogatem a Wisłą leniwie toczy swe wody szereg krótkich rzek.
Układ wachlarzowy – tworzy się najczęściej na stożkach napływowych u podnóży gór.
Układ pierścieniowy – cieki spływają w różnych kierunkach z obrzeży wzniesienia.
Układ osiowy:
- tranzytowy – do głównego cieku spływają krótkie prostopadłe dopływy
- rozbieżny – prostopadłe cieki spływają z obu stron do co najmniej dwóch cieków głównych płynących w odmiennych kierunkach.

Układ koncentryczny – inaczej zbieżny, dośrodkowy, tworzy się w obrębie zagłębień bezodpływowych i kotlin. Zagłębienia te mogą mieć genezę, np.:
- zagłębienia w obrębie wygasłych stożków wulkanicznych
- zagłębienia polodowcowe
- zagłębienie w kotlinach erozyjnych, deflacyjnych lub tektonicznych

Układ decentryczny – inaczej rozbieżny, odśrodkowy tworzy się na izolowanych wzniesieniach. Układ ten mają rzeki biorące początek na Wzniesieniach Łódzkich.
Uwzględniając ciągłość zasilania rozróżnia się rzeki:
- stale płynące (permanentne), prowadzące wodę przez cały rok; występują na obszarach, gdzie opad jest większy od parowania, są zasilane wodami podziemnymi i wodami ze spływu powierzchniowego pochodzącego z deszczów i roztopów
- sporadycznie wysychające zasilane są przez wody podziemne i spływ powierzchniowy, zanikają sporadycznie w czasie długotrwałej suszy, a wysychanie wody w korycie jest związane z obniżeniem zwierciadła wody podziemnej i brakiem spływu powierzchniowego
- okresowe (periodyczne), okresowo, ale regularnie prowadzą wodę w porze wilgotnej; zasilane są spływem powierzchniowym, częściowo także płytkami wodami podziemnymi
- epizodyczne nieregularnie prowadzące wodę przez krótki czas; występują w strefie suchej, przykładem są doliny pustynne – wadi (uedy)

Wyróżniamy również w zależności od długości i wielkości dorzecza rzeki:
- małe o długości 100-200 km, dorzecze 1000-10 000 km²
- średnie o długości 200-500 km, dorzecze 10 000-100 000 km²
- duże o długości 500-2500 km, dorzecze 0,1-1 mln km²
- wielkie o długości powyżej 2500km, dorzecze ponad 1 mln km²